# A Lazíts, Kevin! epizódjainak listája
Ez a lap a Lazíts, Kevin! című sorozat epizódjait listázza.

## Évados áttekintés
| Évad | Évad | Részek száma | Részek száma | Eredeti sugárzás     | Eredeti sugárzás | Eredeti adó | Magyar sugárzás     | Magyar sugárzás      | Magyar adó |
| Évad | Évad | Részek száma | Részek száma | Évadbemutató         | Évadzáró         | Eredeti adó | Évadbemutató        | Évadzáró             | Magyar adó |
| ---- | ---- | ------------ | ------------ | -------------------- | ---------------- | ----------- | ------------------- | -------------------- | ---------- |
|      | 1.   | 24           | 24           | 2016. szeptember 19. | 2017. május 8.   | CBS         | 2017. augusztus 14. | 2017. szeptember 14. | Humor+     |
|      | 2.   | 24           | 24           | 2017. szeptember 25. | 2018. május 7.   | CBS         | 2018. május 4.      | 2018. október 12.    | Humor+     |

## Epizódok

### 1. évad (2016-2017)
| Sor. | Év. | Cím                                                                    | Rendező      | Író                                                                           | Premier                                  | Nézettség    | Gyártási szám |
| ---- | --- | ---------------------------------------------------------------------- | ------------ | ----------------------------------------------------------------------------- | ---------------------------------------- | ------------ | ------------- |
| 1.   | 1.  | Áldott nyugdíj (Pilot)                                                 | Andy Fickman | Kevin James, Bruce Helford, Rock Reuben                                       | 2016. szeptember 19. 2017. augusztus 14. | 11,08 millió | 101           |
| 2.   | 2.  | Átrendezés (Sleep Disorder)                                            | Andy Fickman | Michael Loftus                                                                | 2016. szeptember 26. 2017. augusztus 15. | 10,62 millió | 102           |
| 3.   | 3.  | A strapa nyúl (Chore Weasel)                                           | Andy Fickman | Mike Soccio                                                                   | 2016. október 3. 2017. augusztus 16.     | 9,60 millió  | 103           |
| 4.   | 4.  | Kevin és Donna könyv klubja (Kevin and Donna's Book Club)              | Andy Fickman | Heather Flanders                                                              | 2016. október 10. 2017. augusztus 17.    | 8,70 millió  | 104           |
| 5.   | 5.  | Kevin jó sztorija (Kevin's Good Story)                                 | Andy Fickman | Peter Hoare                                                                   | 2016. október 17. 2017. augusztus 18.    | 8,54 millió  | 105           |
| 6.   | 6.  | Ragadós szülök (Beat the Parents)                                      | Andy Fickman | John Cochran                                                                  | 2016. október 24. 2017. augusztus 21.    | 7,91 millió  | 106           |
| 7.   | 7.  | Hallow-viszontlátásra (Hallow-We-Ain't-Home)                           | Andy Fickman | Bruce Helford                                                                 | 2016. október 31. 2017. augusztus 22.    | 6,42 millió  | 107           |
| 8.   | 8.  | Ki lenne jobb nálunk? (Who's Better than Us?)                          | Andy Fickman | Peter Hoare, John Cochran                                                     | 2016. november 7. 2017. augusztus 23.    | 7,41 millió  | 108           |
| 9.   | 9.  | A pozitív ivás ereje (The Power of Positive Drinking)                  | Andy Fickman | Heather Flanders, John Cochran                                                | 2016. november 14. 2017. augusztus 24.   | 7,06 millió  | 109           |
| 10.  | 10. | A fantasztikus fő (The Fantastic Pho)                                  | Andy Fickman | Michael Loftus, Mike Soccio                                                   | 2016. november 21. 2017. augusztus 25.   | 6,97 millió  | 110           |
| 11.  | 11. | Kevin visszahozza a vacsorát (Kevin's Bringing Supper Back)            | Andy Fickman | Michael Loftus                                                                | 2016. december 5. 2017. augusztus 28.    | 7,14 millió  | 111           |
| 12.  | 12. | Karácsonyra itthon leszek...talán (I'll Be Home for Christmas...Maybe) | Andy Fickman | Pete Correale                                                                 | 2016. december 12. 2017. augusztus 29.   | 7,31 millió  | 112           |
| 13.  | 13. | A jegygyűrű (Ring Worm)                                                | Andy Fickman | Rock Reuben                                                                   | 2017. január 2. 2017. augusztus 30.      | 7,36 millió  | 113           |
| 14.  | 14. | Kevin és a szilfa (Kevin vs. The Dutch Elm)                            | Andy Fickman | Michael Loftus                                                                | 2017. január 16. 2017. augusztus 31.     | 8,66 millió  | 114           |
| 15.  | 15. | A hihetetlen életmentés (Choke Doubt)                                  | Andy Fickman | Mike Soccio                                                                   | 2017. január 23. 2017. szeptember 1.     | 8,62 millió  | 115           |
| 16.  | 16. | Kevin nyakában kapja a hátát (The Back Out)                            | Andy Fickman | Kevin James, Rock Reuben                                                      | 2017. február 6. 2017. szeptember 4.     | 7,91 millió  | 116           |
| 17.  | 17. | Szentségtelen háború (Unholy War)                                      | Andy Fickman | Tony Sheehan                                                                  | 2017. február 13. 2017. szeptember 5.    | 7,85 millió  | 117           |
| 18.  | 18. | Őrjárat (Neighborhood Watch)                                           | Andy Fickman | Alex Metz                                                                     | 2017. február 20. 2017. szeptember 6.    | 7,29 millió  | 118           |
| 19.  | 19. | Üzleti ütközet (Showroom Showdown)                                     | Andy Fickman | Dan Staley                                                                    | 2017. március 13. 2017. szeptember 7.    | 6,79 millió  | 119           |
| 20.  | 20. | Dupla randi (Double Date)                                              | Andy Fickman | Michael Loftus, Mike Soccio                                                   | 2017. március 20. 2017. szeptember 8.    | 5,93 millió  | 120           |
| 21.  | 21. | Lazíts, Kenny! (Kenny Can Wait)                                        | Andy Fickman | Mike Soccio, Tony Sheehan                                                     | 2017. április 10. 2017. szeptember 11.   | 6,04 millió  | 121           |
| 22.  | 22. | Titkos diéta (Quiet Diet)                                              | Andy Fickman | Pete Correale, Peter Hoare                                                    | 2017. április 17. 2017. szeptember 12.   | 5,90 millió  | 122           |
| 23.  | 23. | Zsaruk gyöngye 1. rész (Sting of Queens: Part 1)                       | Andy Fickman | Történet: Peter Hoare, Pete Correale Tévéjáték: Mike Soccio, Michael Loftus   | 2017. május 1. 2017. szeptember 13.      | 6,26 millió  | 123           |
| 24.  | 24. | Zsaruk gyöngye 2. rész (Sting of Queens: Part 2)                       | Andy Fickman | Történet: Annie Levine, Jonathan Emerson Tévéjáték: Rock Reuben, Tony Sheehan | 2017. május 8. 2017. szeptember 14.      | 5,68 millió  | 124           |

### 2. évad (2017-2018)
| Sor. | Év. | Cím                                                             | Rendező      | Író                                               | Premier                                | Nézettség    | Gyártási szám |
| ---- | --- | --------------------------------------------------------------- | ------------ | ------------------------------------------------- | -------------------------------------- | ------------ | ------------- |
| 25.  | 1.  | Polgári szertartás (Civil Ceremony)                             | Andy Fickman | Michael Loftus, Pete Correale, Peter Hoare        | 2017. szeptember 25. 2018. május 4.    | 10,26 millió | 201           |
| 26.  | 2.  | A szokatlan üzlet (Business Unusual)                            | Andy Fickman | Mike Soccio, Annie Levine, Jonathon Emerson       | 2017. október 2. 2018. május 11.       | 6,65 millió  | 202           |
| 27.  | 3.  | Kevin begurul (Kevin Goes Nuts)                                 | Andy Fickman | Rock Reuben, Heather MacGillivray, Linda Mathious | 2017. október 9. 2018. május 11.       | 6,01 millió  | 203           |
| 28.  | 4.  | A plusz 1 a legmagasabb szám (Plus One is the Loneliest Number) | Andy Fickman | Tom Anderson, Avin Das                            | 2017. október 16. 2018. május 25.      | 5,96 millió  | 204           |
| 29.  | 5.  | Gyász tolvaj (Grief Thief)                                      | Andy Fickman | Mike Soccio, Heather MacGillvray, Linda Mathious  | 2017. október 23. 2018. június 1.      | 6,11 millió  | 205           |
| 30.  | 6.  | A bagoly (The Owl)                                              | Andy Fickman | Phoef Sutton, Mark Jordan Legan                   | 2017. október 30. 2018. június 8.      | 6,35 millió  | 206           |
| 31.  | 7.  | Kevin koronás kalamajka (The Kevin Crown Affair)                | Andy Fickman | Michael Loftus, Pete Correale, Peter Hoare        | 2017. november 6. 2018. június 15.     | 6,31 millió  | 207           |
| 32.  | 8.  | Megcsúszás (Kevin Moves Metal)                                  | Andy Fickman | Peter Hoare, Pete Correale                        | 2017. november 13. 2018. június 22.    | 6,15 millió  | 208           |
| 33.  | 9.  | Viharos főzőcske (Cooking Up a Storm)                           | Andy Fickman | Dan Staley, Annie Levine, Jonathan Emerson        | 2017. november 20. 2018. június 29.    | 6,09 millió  | 209           |
| 34.  | 10. | Kevin, az autókufár (Kevin Moves Metal)                         | Andy Fickman | Peter Hoare, Pete Correale                        | 2017. november 27. 2018. július 6.     | 6,31 millió  | 210           |
| 35.  | 11. | Tréner galiba (Trainer Wreck)                                   | Andy Fickman | Annie Levine, Jonathan Emerson                    | 2017. december 11. 2018. július 13.    | 6,31 millió  | 211           |
| 36.  | 12. | Karácsonyi társulás (The Might've Before Christmas)             | Andy Fickman | Rock Reuben, Mike Soccio                          | 2017. december 18. 2018. július 20.    | 6,40 millió  | 212           |
| 37.  | 13. | Cégháború (Monkey Fist Insecurity)                              | Andy Fickman | Pete Correale, Avin Das                           | 2018. január 15. 2018. július 27.      | 7,21 millió  | 213           |
| 38.  | 14. | Randizz Kevin (Kevin Can Date)                                  | Andy Fickman | Linda Mathious, Heather MacGillbray               | 2018. január 22. 2018. augusztus 3.    | 7,37 millió  | 214           |
| 39.  | 15. | Robbanékony repülőút (Fight or Flight)                          | Andy Fickman | Annie Levine, Jonathan Emerson                    | 2018. január 29. 2018. augusztus 10.   | 7,28 millió  | 215           |
| 40.  | 16. | 40 alatt (40 Under 40)                                          | Andy Fickman | Mike Soccio, Heather MacGillvray, Linda Mathious  | 2018. február 5. 2018. augusztus 17.   | 6,95 millió  | 216           |
| 41.  | 17. | Szárnysegédek (Wingmen)                                         | Andy Fickman | Rock Reuben                                       | 2018. február 26. 2018. augusztus 24.  | 6,09 millió  | 217           |
| 42.  | 18. | Az egész Enchilada (The Whole Enchilada)                        | Andy Fickman | Dan Staley, Tom Anderson                          | 2018. március 5. 2018. augusztus 31.   | 6,31 millió  | 218           |
| 43.  | 19. | Szülés (Delivery Guy)                                           | Andy Fickman | Alex Metz                                         | 2018. március 19. 2018. szeptember 7.  | 5,67 millió  | 219           |
| 44.  | 20. | Negyvenhét gyertya (Forty Seven Candles)                        | Andy Fickman | Mike Soccio                                       | 2018. március 26. 2018. szeptember 14. | 5,68 millió  | 220           |
| 45.  | 21. | Füstölgő kalácsok (The Smoking BunForty Seven Candles)          | Andy Fickman | Mike Soccio, Heather MacGillvray, Linda Mathious  | 2018. április 9. 2018. szeptember 21.  | 5,75 millió  | 221           |
| 46.  | 22. | Asszisztens tusa (Phat Monkey)                                  | Andy Fickman | Rock Reuben, Annie Levine, Jonathan Emerson       | 2018. április 16. 2018. szeptember 28. | 5,26 millió  | 222           |
| 47.  | 23. | Brü Ha Ha (Brew Ha Ha)                                          | Andy Fickman | Dan Staley, Tom Anderson                          | 2018. április 30. 2018. október 5.     | 4,98 millió  | 223           |
| 48.  | 24. | Leszereplés (A Band Done)                                       | Andy Fickman | Michael Loftus                                    | 2018. május 7. 2018. október 12.       | 5,45 millió  | 224           |